# Pèrsia sota influència britànica i russa

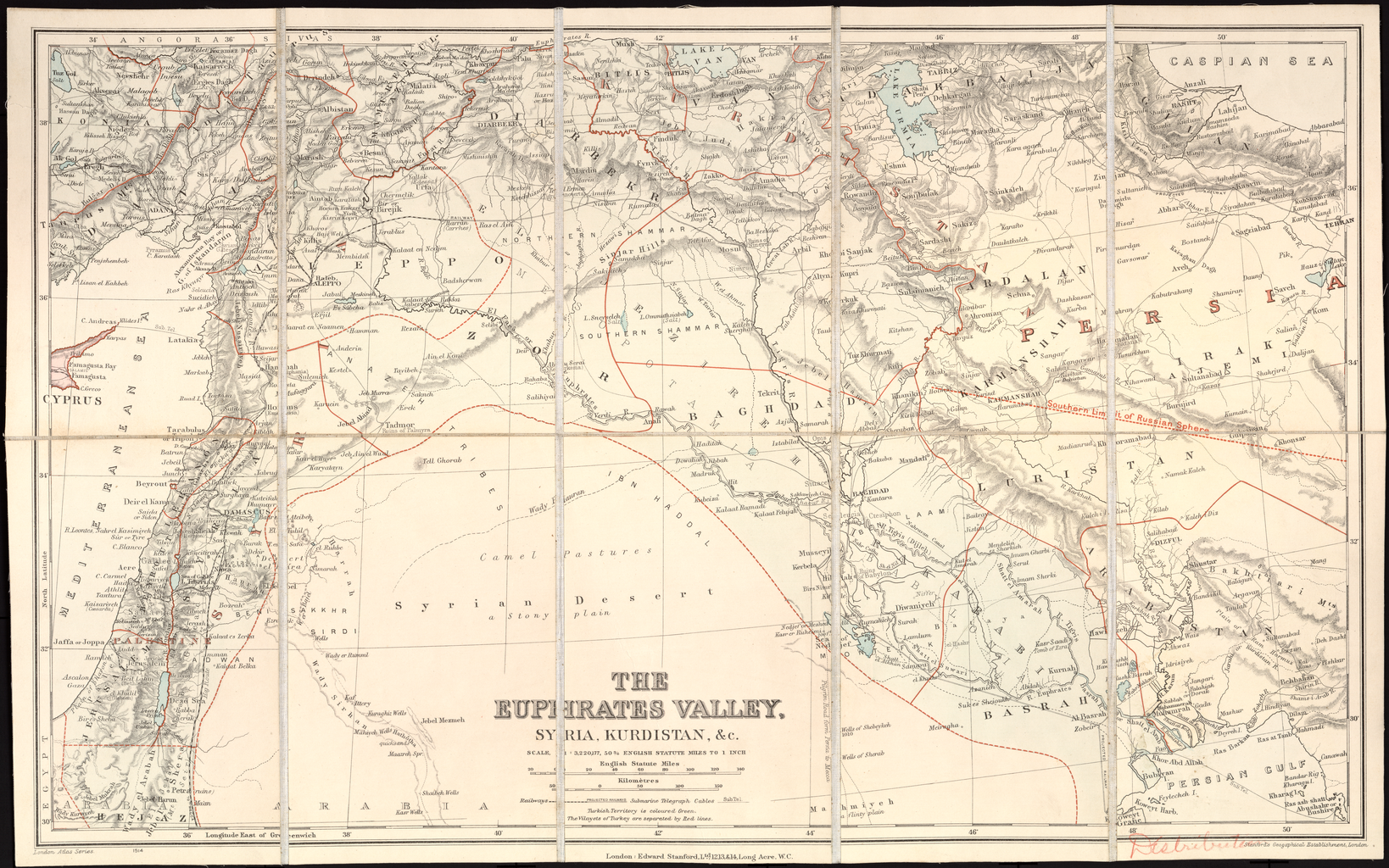
Un mapa de la regió, que data de 1907-1920, mostrant la línia de la zona russa.

Pèrsia, va estar dues vegades parcialment sota influència britànica i russa. La primera vegada, fou un repartiment de zones d'influència entre Gran Bretanya i Rússia, que va durar de 1907 fins a l'establiment del poder soviètic a Rússia que va denunciar el tractat el 1918. La segona vegada, ja sota el nom de l'Iran, fou durant la segona guerra mundial entre 1941 i 1946, amb l'objectiu d'assegurar la via a través de l'Iran pels subministraments als soviètics des del Golf Pèrsic i impedir els moviments alemanys a la zona a la recerca de petroli pel seu aparell militar; els russos van ocupar el nord-oest i els britànics el sud (1941-1946).

## L'Entesa anglo-russa de 1907
Durant el darrer terç del segle xix els avenços imperials russos a l'Àsia central i la consolidació de la dominació imperial britànica a l'Àsia del sud va originar una rivalitat intensa entre els dos imperis europeus. El conflicte es va centrar en Afganistan, Iran i Tibet, tres estats que van constituir tampons entre Gran Bretanya i les possessions colonials de Rússia a Àsia. L'aparició d'Alemanya com a poder mundial i la derrota humiliant el 1905 de Rússia per un naixent poder asiàtic, Japó, va ajudar per persuadir alguns oficials britànics i russos d'una necessitat de resoldre les seves diferències respectives a Àsia. Consegüentment, el 1907, Gran Bretanya i Rússia van signar un acord per regular els seus interessos econòmics i polítics. Amb respectar a l'Iran, l'acord anglo–rus va reconèixer la integritat i independència estricta del país, però el va dividir en tres zones separades.
El conveni designava tot el nord de l'Iran, que limitava amb les possessions russes a Transcaucasia i Àsia central, com un exclusiu àmbit d'influència de Rússia i els seus interessos. Aquesta zona nord es va definir amb començament a Qasr-e Shirin a l'oest, a la frontera amb l'Imperi Otomà, i seguint a través de Teheran, Esfahan, i Yazd fins a la frontera oriental, on les fronteres de l'Afganistan, l'Iran i Rússia es creuaven. Una petita zona al sud-est de l'Iran, que limita amb terres colonials de la Gran Bretanya a l'Índia, va ser reconegut com un àmbit exclusiu per a la gran Bretanya; la zona britànica s'estenia a l'oest fins Kirman, al nord, i Bandar Abbas al sud. La zona de separació d'aquests dos àmbits, inclosa la part central de l'Iran i de tot el sud-oest, va ser designat una zona neutral on tots dos països i els seus respectius ciutadans particulars poden competir per la influència comercial i de privilegis. Per a la Gran Bretanya i Rússia, l'acord va ser important en l'establiment d'una aliança diplomàtica que va durar fins a la primera Guerra Mundial. El govern de l'Iran, no obstant això, no havia estat consultat sobre l'acord i en va ser informat després del fet. Encara que no estava en posició d'evitar la implementació per la Gran Bretanya i Rússia del tractat, el govern Iranià es va negar a reconèixer la legitimitat de l'acord que des d'una perspectiva iraniana amenaçava el país, la seva integritat i la seva independència. Iranians nacionalistes, en particular, es va sentir traïts per la Gran Bretanya, un país que havia idealitzat com a democràtic durant la Revolució Constitucional (1905-1907). Per tant, un important llegat de l'acord va ser el creixement del sentiment anti-britànic i anti-occidental en les actituds generals com un dels més forts components de nacionalisme Iranià.
L'Acord anglo–rus no va eliminar tota competència entre les dues potències, amb respecte a les seves polítiques a l'Iran, però després de 1907 va fomentar àmplia cooperació, sovint en detriment dels interessos iranians. En particular, Gran Bretanya i Rússia va intervenir a l'Iran l'àmbit de la política nacional per donar suport als reialistes en el seu conflicte amb els constitucionalistes, i cada vegada més, la seva intervenció va assumir dimensions militars. L'acord va acabar el 1918, després de renunciar-hi el un nou govern revolucionari de Rússia.

## Problemes a l'Iran
El 1905 l'activitat revolucionària s'estengué al llarg de Teheran, cosa que va obligar al xa a acceptar una constitució, permeten la formació d'un majlis (assemblea parlamentària), i convocar eleccions. Figures importants de la revolució tenien objectius seculars que després van crear fractures en el clergat a l'avantatge de la monarquia. Ni la Gran Bretanya ni Rússia van aprovar el nou govern liberal, inestable, preferint un govern estable de titelles que acceptaven les concessions als europeus i treballaven d'acord amb els seus objectius imperialistes.
Per facilitar la situació a l'Iran, Gran Bretanya i Rússia van discutir la partició de l'Iran "en tres zones. L'acord hauria de destinar al nord, incloent-hi Esfahan, a Rússia; el sud-est, especialment Kerman, Sistan, i Balutxistan a la Gran Bretanya; i delimitar la resta de terres entre les dues potències, com a "zona neutral." La divisió de l'Iran reforçava el control de les dues potències sobre els respectius territoris i els seus interessos econòmics en el país, així com permetia interferències al sistema polític de l'Iran. Amb la influència estrangera, la revolució va ser desbordada per una combinació d'europeus i activitats monàrquiques.
Com a resultat els iranians van aprendre "que per depredadors que fossin els dos 'veïns', eren encara més perillosos quan deixaven de banda les seves rivalitats."